# Heltersberg
Heltersberg ist eine Ortsgemeinde im Landkreis Südwestpfalz in Rheinland-Pfalz. Sie gehört der Verbandsgemeinde Waldfischbach-Burgalben an, innerhalb derer sie gemessen an der Einwohnerzahl die zweitgrößte und gemessen an der Fläche die größte Ortsgemeinde darstellt.

## Geographie

### Lage
Heltersberg liegt am Rande des Mittleren Pfälzerwaldes im Zentrum von dessen Teilbereich Pfälzisches Holzland. Der größte Teil der Gemarkung ist von Wald bedeckt. Im Südosten der Gemeinde befinden sich zwei Waldgebiete, die die Bezeichnungen Heltersberger Wald und Wadgasser Wald tragen. Geologisch dominiert im Gemeindegebiet der Voltziensandstein. Zu Heltersberg gehören zusätzlich die Wohnplätze Hundsweihersägemühle, Lindenbrunnerhof und Westrichhof. Nachbargemeinden – im Uhrzeigersinn – Schmalenberg, Trippstadt, Leimen, Clausen, Waldfischbach-Burgalben, Steinalben und Geiselberg.

### Erhebungen
Der Ort liegt auf einem breiten Hügelsattel. Südöstlich der Bebauung erstrecken sich der 428,4 m hohe Kleine Hundsberg und der Dinkelsberg, weiter südöstlich der Hermerskopf (476,2 m) sowie der Große Hundsberg (447 m). Im Osten der Gemarkung liegen der Hahnenberg (486,8 m), das Hornbacher Eck, der Steinhübel sowie in der Nähe der Grenze zu Trippstadt und Leimen der 518,3 m hohe Hahnenkopf.

### Gewässer

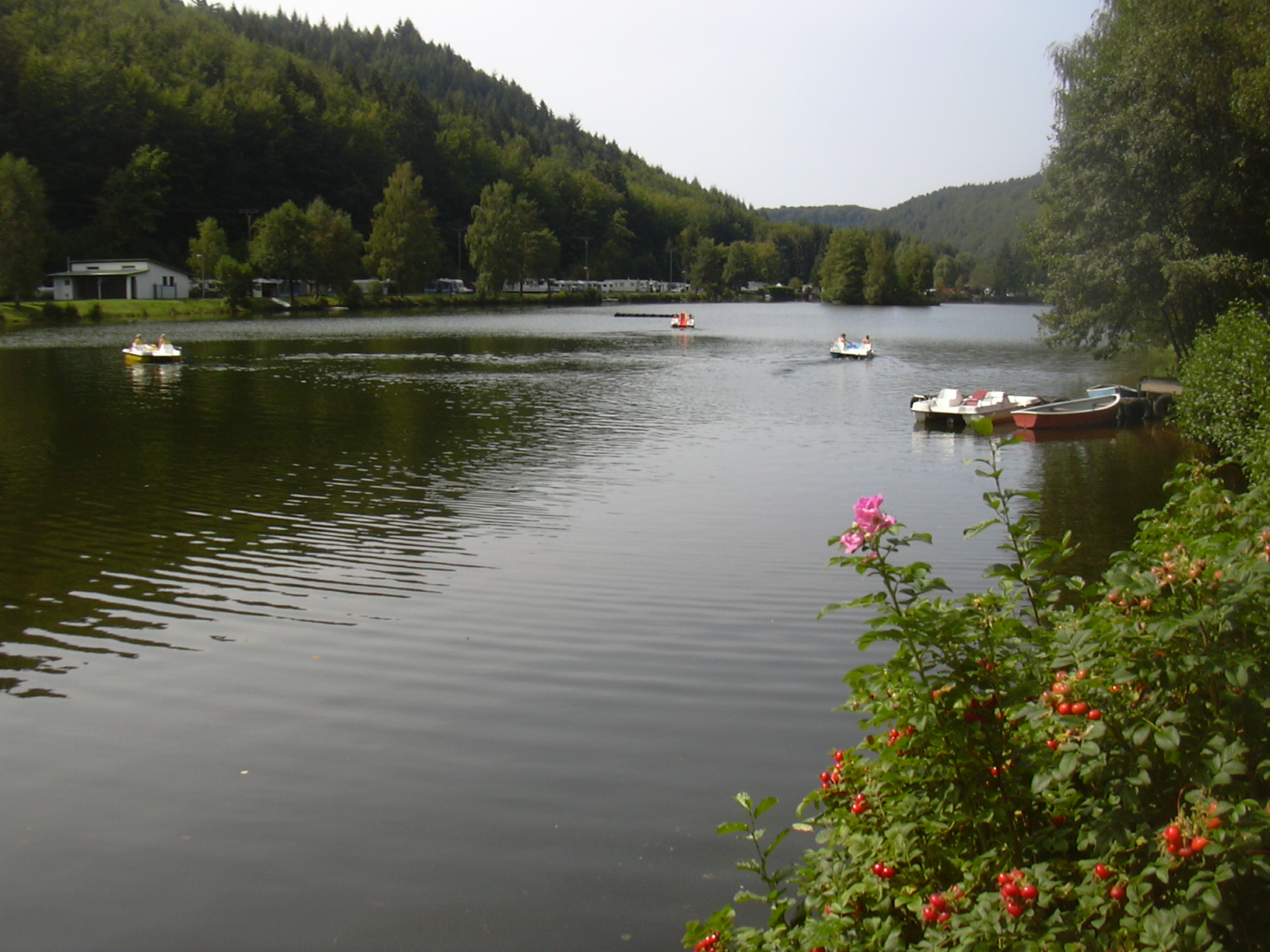
Clausensee

Heltersberg ist von den Tälern des Schwarzbachs und Haselbachs umgeben. Ersterer bildet im Süden zunächst die Gemarkungsgrenze zu Leimen. Unmittelbar am Gemarkungsdreieck von Leimen und Trippstadt durchfließt er den Schwarzbachtalweiher. Danach nimmt er nacheinander von rechts den Hahnenseybach auf, in den zuvor wiederum der Kieselbach mündet, den Bach im Staatsforst Johannis, den Bach am Rappersborner Fels und das Hermersbächel auf. Weiter westlich markiert der Schwarzbach die Grenze zu Clausen, wo sich der Clausensee befindet. Dieser ist östlicher Ausgangspunkt des sogenannten Schwarzbachtals.
Unmittelbar westlich nimmt der Fluss von rechts das Hundsbächel auf, das südöstlich des Siedlungsgebiets entspringt. Kurz vor dessen Mündung ist es zum Hundsweiher aufgestaut. Etwas weiter westlich mündet – ebenfalls von rechts – das Dinkelsbächel in den Schwarzbach, das zugleich die Grenze zu Waldfischbach-Burgalben bildet.
Der Haselbach – ebenso Hembach genannt – entspringt nordöstlich der Bebauung, fließt nach Norden und mündet bereits nach wenigen hundert Metern in die Hirschalbe, die im äußersten Norden der Gemeindegemarkung entspringt und danach in die westliche Richtung fließt.

## Geschichte
1272 erstmals urkundlich erwähnt, unterstand der aus einer Rodungsinsel hervorgegangene Ort zusammen mit Waldfischbach, Geiselberg, Schmalenberg und Schopp als Teil des Holzlandes dem Kloster Hornbach. Mit der Säkularisation des Klosters im Jahr 1557 kamen die Orte an das Kurfürstentum Pfalz, deren weiteres Schicksal sie teilten. Im Dreißigjährigen Krieg weitgehend verwüstet, erfolgte der Aufbau zunächst sehr langsam und wie in anderen Gemeinden des Holzlandes durch Zuwanderer aus der Schweiz.
Bis zum Ende des 18. Jahrhunderts gehörte Heltersberg mit dem Gericht Waldfischbach zum kurpfälzischen Oberamt Lautern. Im Jahr 1794 wurde das Linke Rheinufer im Ersten Koalitionskrieg, in dessen Verlauf es vor Ort zu einem Gefecht kam, besetzt.
1798 bis 1814, als die Pfalz Teil der Französischen Republik (bis 1804) und anschließend Teil des Napoleonischen Kaiserreichs war, war Heltersberg in den Kanton Waldfischbach im Departement Donnersberg eingegliedert und war Sitz einer Mairie, zu der zusätzlich Geiselberg und Steinalben gehörten.
Aufgrund der auf dem Wiener Kongress getroffenen Vereinbarungen kam das Gebiet im Juni 1815 zunächst zu Österreich und wurde 1816 auf der Grundlage eines Staatsvertrags an das Königreich Bayern abgetreten. Unter der bayerischen Verwaltung gehörte Heldersberg – so die damalige Bezeichnung – von 1817 an zum Landkommissariat Pirmasens im Rheinkreis, das 1862 zum Bezirksamt Pirmasens wurde.
1939 wurde Heltersberg in den Landkreis Pirmasens (ab 1997 Landkreis Südwestpfalz) eingegliedert. Nach dem Zweiten Weltkrieg wurde die Gemeinde Heltersberg innerhalb der französischen Besatzungszone Teil des Regierungsbezirks Pfalz im damals neu gebildeten Land Rheinland-Pfalz. Im Zuge der ersten rheinland-pfälzischen Verwaltungsreform wurde die Gemeinde 1972 der neugeschaffenen Verbandsgemeinde Waldfischbach-Burgalben zugeordnet.

### Einwohnerstatistik
Die Entwicklung der Einwohnerzahl von Heltersberg, die Werte von 1871 bis 1987 beruhen auf Volkszählungen:
| Jahr | Einwohner |
| ---- | --------- |
| 1815 | 650       |
| 1835 | 772       |
| 1871 | 809       |
| 1905 | 1.034     |
| 1939 | 1.337     |
| 1950 | 1.479     |
| 1961 | 1.831     |

| Jahr | Einwohner |
| ---- | --------- |
| 1970 | 1.982     |
| 1987 | 2.022     |
| 1997 | 2.226     |
| 2005 | 2.216     |
| 2011 | 2.101     |
| 2017 | 2.023     |
| 2023 | 2.046     |

### Konfessionsstatistik
Mit Stand Juni 2005 waren 45,5 % der Einwohner katholisch und 43,9 % evangelisch. Die übrige 10,6 gehörten einer anderen Glaubensgemeinschaft an oder waren konfessionslos.
Der Anteil der Protestanten und Katholiken an der Gesamtbevölkerung ist seitdem jährlich um 1 Prozentpunkt gesunken. Mit Stand Dezember 2024 waren von den Einwohnern 36,3 % katholisch und 32,5 % evangelisch; 31,2 % gehörten sonstigen oder keinen Glaubensgemeinschaften an.

## Politik

### Gemeinderat
Der Gemeinderat in Heltersberg besteht aus 16 Ratsmitgliedern, die bei der Kommunalwahl am 9. Juni 2024 in einer personalisierten Verhältniswahl gewählt wurden, und dem ehrenamtlichen Ortsbürgermeister als Vorsitzendem.
Die Sitzverteilung im Gemeinderat:
| Wahl | SPD | CDU | FWG | Gesamt   |
| ---- | --- | --- | --- | -------- |
| 2024 | 6   | 4   | 6   | 16 Sitze |
| 2019 | 9   | 3   | 4   | 16 Sitze |
| 2014 | 8   | 4   | 4   | 16 Sitze |
| 2009 | 5   | 9   | 2   | 16 Sitze |
| 2004 | 6   | 10  | –   | 16 Sitze |

- FWG = Freie Wählergruppe Heltersberg e. V.

### Bürgermeister
Ralf Mohrhardt (SPD) wurde am 18. Juni 2014 Ortsbürgermeister von Heltersberg. Bei der Direktwahl am 26. Mai 2019 wurde er mit einem Stimmenanteil von 87,36 % und am 9. Juni 2024 als einziger Bewerber mit 68,6 % jeweils für weitere fünf Jahre in seinem Amt bestätigt.
Mohrhardts Vorgänger war Harald Jung (CDU).

### Wappen
| Wappen von Heltersberg | Blasonierung: „In Schwarz rechts ein linksgewendeter rotbewehrter und -bezungter goldener Löwe, links ein aufgerichteter zugewendeter silberner Fisch mit goldenen Flossen, wovon der Löwe einer mit der rechten Vorderpranke berührt.“ |
| Wappen von Heltersberg | Wappenbegründung: Der goldene Löwe repräsentiert das Kurfürstentum Pfalz, zu dem Heltersberg bis zur Annexion durch Frankreich 1793 gehörte. Der Fisch stammt aus dem Wappen von Waldfischbach, das bis zur Zusammenlegung mit Burgalben ein fast identisches Wappen führte, und weist auf den Fischreichtum der Bäche Schwarzbach und Moosalb hin. Es wurde 1949 vom Ministerium des Innern in Koblenz genehmigt. |

## Kultur und Sehenswürdigkeiten

### Bauwerke
Kulturdenkmäler

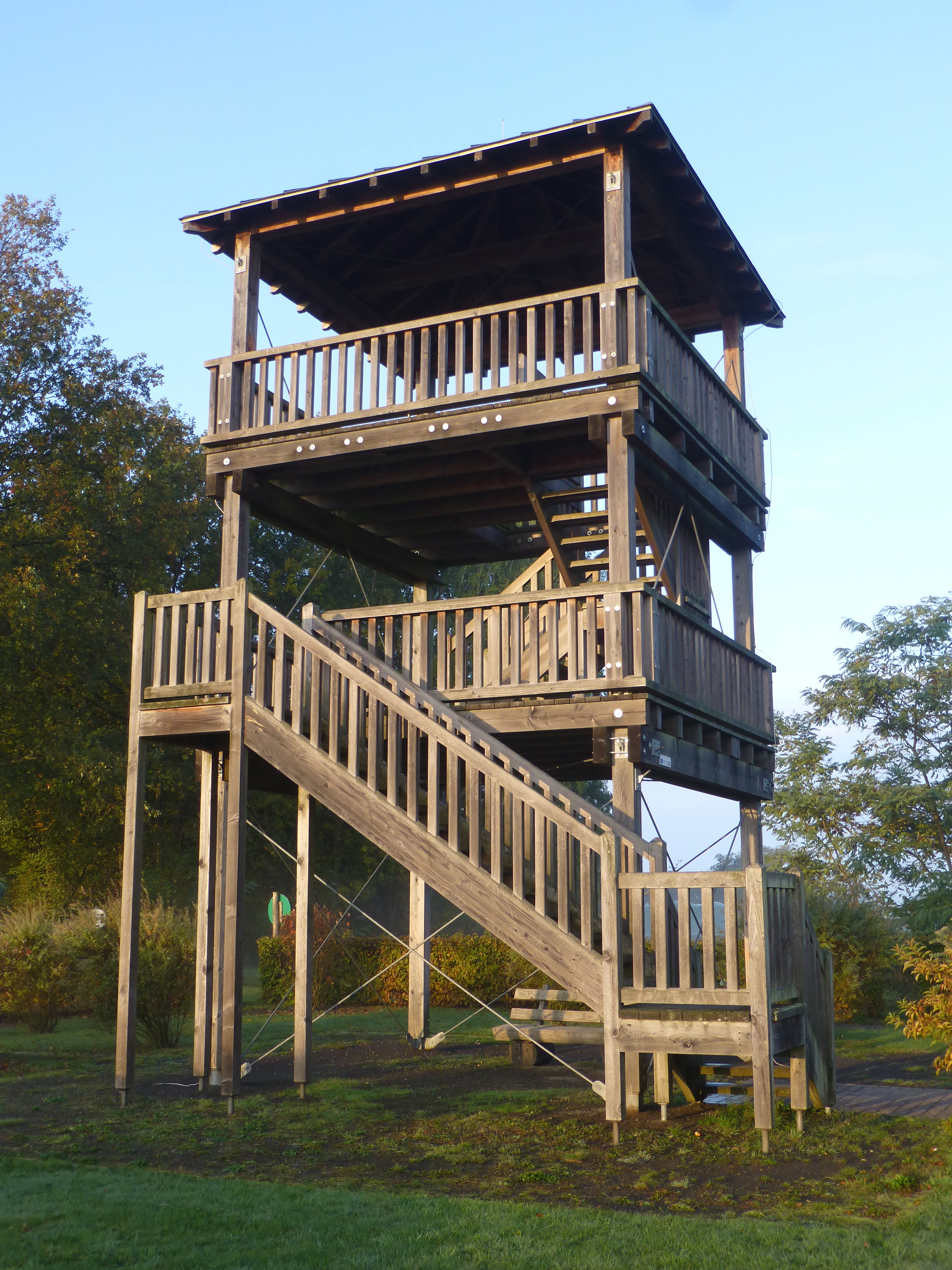
Aussichtsturm Heltersberg

Vor Ort existieren insgesamt vier Objekte, die unter Denkmalschutz stehen.
Sonstige Bauwerke
Das Verwaltungsgebäude in der Ortsmitte wurde mit Schweinstaler Sandstein ausgestattet. In Heltersberg existiert außerdem ein Heimatmuseum. Am westlichen Ortsrand befindet sich der 10,7 Meter hohe Aussichtsturm Heltersberg, der alternativ „Türmche auf der Mauer“ genannt wird und der einen Rundblick über Heltersberg sowie die benachbarten Orte bietet.

### Natur
Die Gemeinde liegt im Naturpark Pfälzerwald, der wiederum zum Biosphärenreservat Pfälzer Wald-Vosges du Nord gehört. Der Große und der Kleine Hundsberg bilden zusammen die rund 81 Hektar große Kernzone Hundsberg des ersteren. Hinzu kommen außerdem zwei Naturdenkmale, darunter der Seelenfelsen. Weiter nördlich befinden sich darüber hinaus der Kasimirfels und der Korbmacherfels. Mit der Langendell existiert ein 1999 ausgewiesenes Naturwaldreservat, das 58 Hektar umfasst.

### Rittersteine

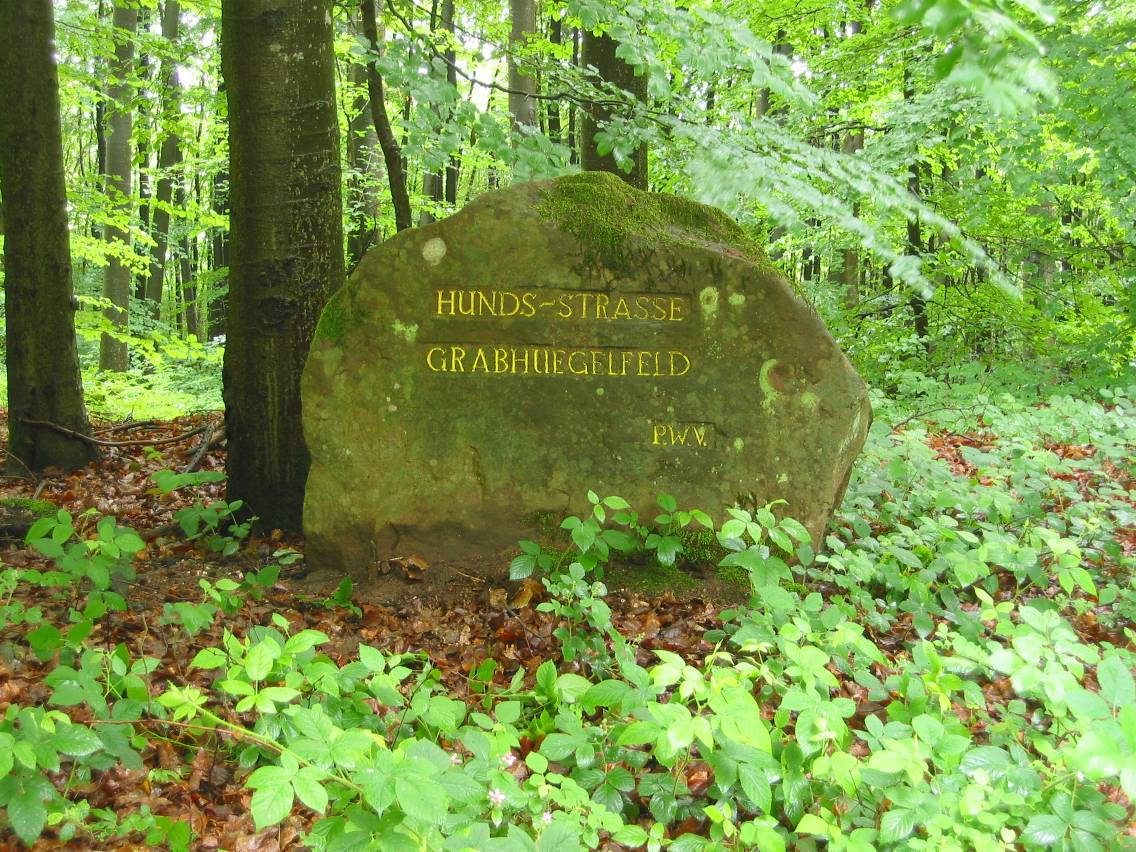
Ritterstein 244 Hunds-Straße – Grabhügelfeld

Auf Gemarkung der Gemeinde befinden sich die Rittersteine 84 und 244. Ersterer trägt die Bezeichnung Weisserstein und stellt einen Orientierungspunkt dar. Letzterer hat die Aufschrift Hunds-Straße – Grabhügelfeld und verweist auf den Pass einer nicht mehr existierenden Straße hin, die bereits zu Zeiten der Kelten existierte.

### Vereine
Vor Ort existiert der TuS Heltersberg, der unter anderem Leichtathletik anbietet und der Kegelverein Tehalit Heltersberg.

### Veranstaltungen
2019 fand vor Ort im Frauenfußball das Finale des Südwestpokals zwischen dem TSV Schott Mainz und dem TuS Wörrstadt statt.

## Wirtschaft und Infrastruktur

### Wirtschaft und ortsansässige Unternehmen
Aufgrund der geographischen Gegebenheiten, die von Mischwäldern dominiert werden wird bis in die Gegenwart die Forst- und Holzwirtschaft praktiziert. Die örtlichen Waldgebiete unterstehem dem Forstamt Johanniskreuz.
Im 20. Jahrhundert entstanden zunächst mehrere Schuhfabriken, später folgte eine Großbäckerei. Mittlerweile verfügt Heltersberg insbesondere über eine bedeutende kunststoffverarbeitende Industrie. Ein bedeutendes, vor Ort bestehendes Unternehmen war Tehalit, das inzwischen Bestandteil der Hager Group ist. Die in Ludwigswinkel ansässige Daniel-Theysohn-Stiftung unterstützt in Heltersberg Jugendliche bei ihrer Ausbildung.

### Verkehr

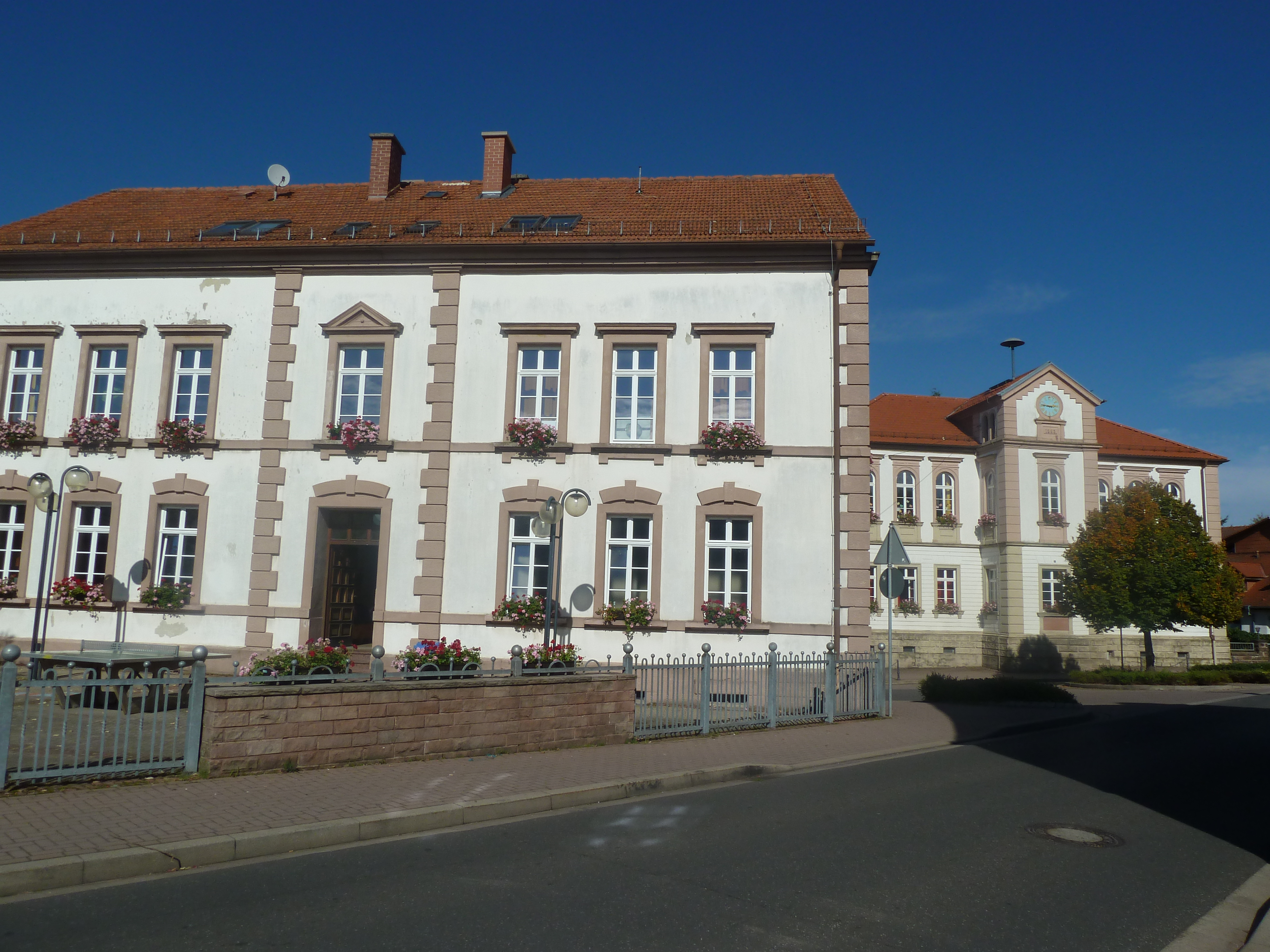
Landesstraße 499 durch Heltersberg

Durch Heltersberg verläuft die Landesstraße 499, die in östliche Richtung bis nach Frankeneck und in die westliche Richtung bis nach Waldfischbach-Burgalben führt. Die Kreisstraße 30 verbindet die Gemeinde mit Schmalenberg und die Kreisstraße 31 mit Geiselberg.
Die Gemeinde ist ausschließlich indirekt durch überregionale Verkehrswege erschlossen: Im Westen tangiert die von Kaiserslautern nach Pirmasens führende Bundesstraße 270 das Ortsgebiet. Einige Kilometer weiter westlich führt die einspurige Bundesautobahn 62 von Pirmasens über Landstuhl nach Trier.
Ebenso verläuft im westlich gelegenen Moosalbtal eine einspurige Eisenbahnstrecke von Pirmasens nach Kaiserslautern. Die nächsten Bahnhöfe befinden sich in Waldfischbach und Steinalben. Ein kleiner Flugplatz befindet sich etwa 20 Kilometer westlich des Ortes in Form des Flugplatzes Pirmasens-Pottschütthöhe. Daneben ist der Flugplatz Zweibrücken lediglich rund eine halbe Stunde entfernt.

### Tourismus

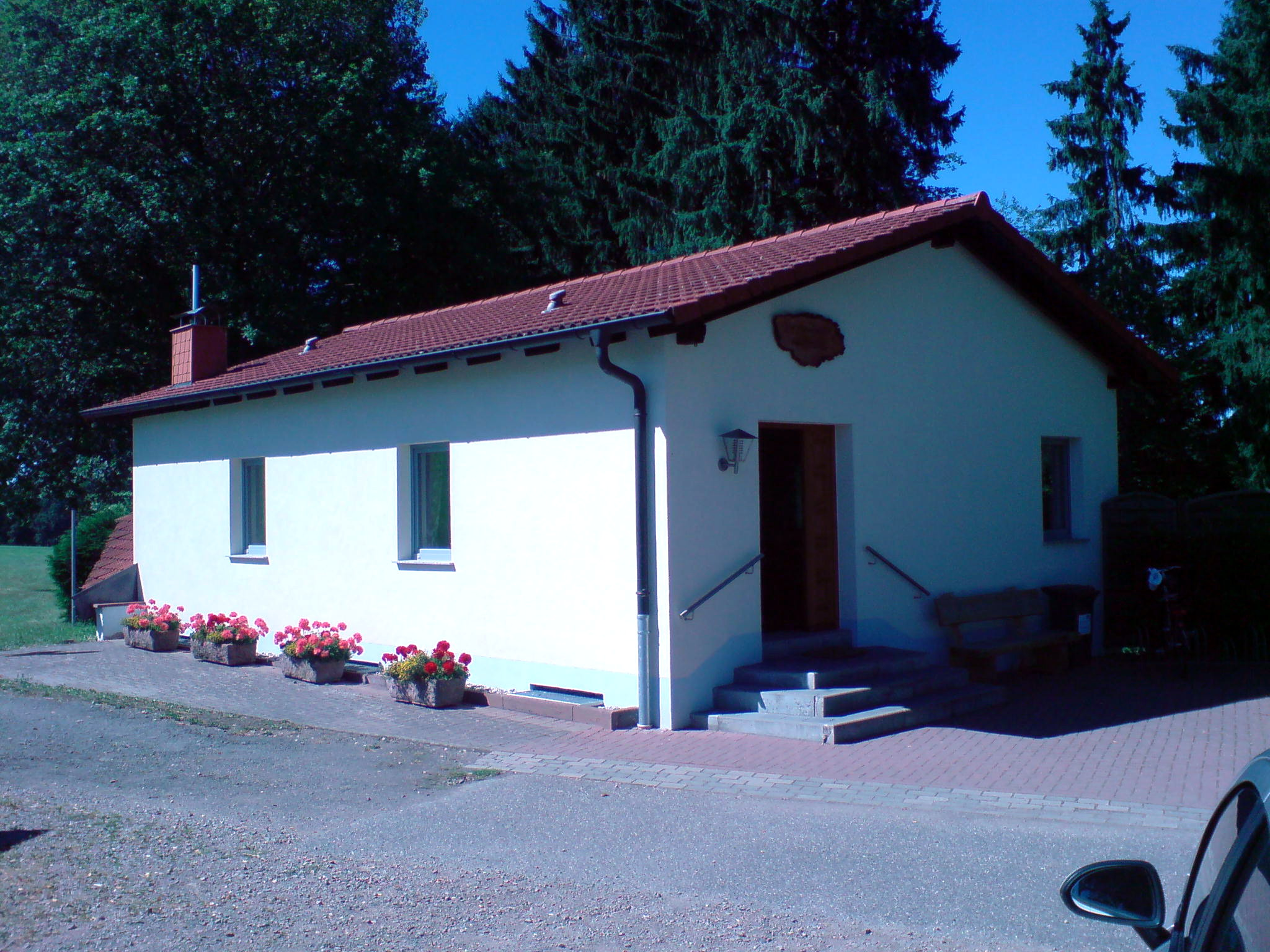
Die Zimmerkopfhütte des Heimat und Pfälzerwaldverein Heltersberg

Am südlichen Rand des Siedlungsgebiets befindet sich die von der Ortsgruppe des Pfälzerwald-Vereins betriebene Zimmerkopfhütte. Zudem führen der Radweg Südwestpfalz-Tour mitten durch Heltersberg und die Touren 1 sowie 2 des Mountainbikepark Pfälzerwald. Im Süden des Gemeindegebiets enrlang des Hundsbaches und des Schwarzbaches existieren außerdem Campingplätze.
Durch Heltersberg verläuft mit dem von Kaiserslautern bis nach Schweigen-Rechtenbach führenden Pfälzer Waldpfad ein sogenannter Prädikatswanderweg sowie ein solcher, der mit einem blauen Punkt markiert ist und eine Verbindung mit Hauptstuhl sowie Leimen herstellt. Durch den südlichen Teil der Gemarkung führt der mit einem gelben Kreuz markierte Fernwanderweg Saar-Rhein-Main und durch den äußersten Osten der mit einem roten Balken markierte Fernwanderweg Donnersberg–Donon, der mit einem weißen Kreuz gekennzeichnete Fernwanderweg Nahegau-Wasgau-Vogesen und der mit einem gelb-roten Balken markierte Weg von der Burg Lichtenberg bis nach Wachenheim.
Am westlichen Ortsrand liegt der Naturlehrpfad „Auf der Mauer“ mit verschiedenen Stationen. Seit 2009 existiert außerdem ein sogenannter Brunnenwanderweg.

### Bildungseinrichtungen
Im Ort existiert die Holzland-Grundschule Heltersberg. Nächstgelegene weiterführende Schule ist die Daniel Theysohn IGS in Waldfischbach-Burgalben.

### Freizeit
Vor Ort existiert ein sogenanntes Bergbad.

## Persönlichkeiten

### Söhne und Töchter der Gemeinde
- Udo Bölts (* 1966), Radrennfahrer

### Personen, die in der Gemeinde gewirkt haben
- Wilhelm von Brockhausen (1773–1858), preußischer General, war im Zuge der Koalitionskriege am Gefecht bei Heltersberg beteiligt.
- Johannes Storck (1829–1914), Priester, lebte zeitweise in Heltersberg.
- Jakob Knauber (1869–1950), Priester, Pfarrverweser und Pfarrer im Ort
- Martin Walzer (1883–1958), war im Ort zeitweise Pfarrer.
- Josef Freiermuth (1901–1994), Lehrer und Politiker (CDU), war ab 1925 Hilfslehrer vor Ort.
- Daniel Theysohn (1904–1980), Unternehmer, gründete zusammen mit seinem Bruder Albert vor Ort 1946 die Gebr. Theysohn Kunststoff Tehalit GmbH; nach ihnen wurde die Gebrüder-Theysohn-Straße benannt.
- Uwe Benkel (* 1960), Vermisstenforscher, wurde 1998 mit der Verdienstmedaille des Landes ausgezeichnet, wohnt in Heltersberg.
- Dorothee Martin (* 1978), Politikerin (SPD), wuchs in Heltersberg auf.
- Verena Bechtluft (* 1986), Keglerin, wurde mit der Mannschaft der Tehalit Heltersberg Deutsche Mannschaftsmeisterin der A-Jugend in Sangerhausen.
- Tim Könnel, (* 1994), Leichtathlet, startete 2016 und 2019 für die TuS Heltersberg.
- Melanie Noll, Leichtathletin, startete 2018 für die TuS Heltersberg.